# Secrétariat à l'Économie du Mexique
Le secrétariat à l'Économie du Mexique est l'un des membres du cabinet présidentiel du Mexique, abrégé « SE ».

## Liste des secrétaires
| - Gouvernement Abelardo L. Rodríguez - (1932-1934) : Primo Villa Michel - Gouvernement Lázaro Cárdenas - (1934-1935) : Francisco J. Múgica - (1935-1938) : Rafael Sánchez Tapia - (1938-1940) : Efraín Buenrostro - Gouvernement Manuel Ávila Camacho - (1940-1944) : Francisco Javier Gaxiola - (1944-1946) : Julio Serrano - Gouvernement Miguel Alemán Valdés - (1946-1948) : Antonio Ruíz Galindo - (1948-1952) : Antonio Martínez Báez - Gouvernement Adolfo Ruiz Cortines - (1952-1958) : Gilberto Loyo - Gouvernement Adolfo López Mateos - (1958-1964) : Raúl Salinas Lozano - Gouvernement Gustavo Díaz Ordaz - (1964-1970) : Octaviano Campos Salas - Gouvernement Luis Echeverría - (1970-1974) : Carlos Torres Manzo - (1974-1976) : José Campillo Sáinz - Gouvernement José López Portillo - (1976-1977) : Fernando Solana Morales - (1977-1982) : Jorge de la Vega Domínguez | - Gouvernement Miguel de la Madrid - (1982-1988) : Héctor Hernández Cervantes - Gouvernement Carlos Salinas de Gortari - (1988-1994) : Jaime Serra Puche - Gouvernement Ernesto Zedillo - (1994-2000) : Herminio Blanco Mendoza - Gouvernement Vicente Fox - (2000-2003) : Luis Ernesto Derbez - (2003-2005) : Fernando Canales Clariond - (2005-2006) : Sergio García de Alba - Gouvernement Felipe Calderón - (2006-2008) : Eduardo Sojo Garza-Aldape - (2008-2010) : Gerardo Ruiz Mateos - (2010-2012) : Bruno Ferrari García de Alba - Gouvernement Enrique Peña Nieto - (2012-2018) : Ildefonso Guajardo Villarreal - Gouvernement Andrés Manuel López Obrador - (2018-2020) : Graciela Márquez Colín - (2021-2022) : Tatiana Clouthier Carrillo - (2022-2024) : Raquel Buenrostro Sánchez - Gouvernement Claudia Sheinbaum - (depuis 2024) : Marcelo Ebrard |